# Teoria di Fredholm
In matematica, la teoria di Fredholm è una teoria riguardante le equazioni integrali che si occupa della teoria spettrale applicata agli operatori di Fredholm e ai nuclei integrali di Fredholm in uno spazio di Hilbert.
Tra i principali risultati di questa teoria vi sono i teoremi di Fredholm, tra cui l'alternativa di Fredholm, ed il fatto che il nucleo è un operatore compatto quando lo spazio è formato da funzioni equicontinue.
La teoria prende il nome da Erik Ivar Fredholm, che nel 1903 pubblicò, sugli Acta Mathematica, uno dei più importanti articoli nell'ambito della teoria degli operatori.

## Equazioni omogenee
Una notevole parte della teoria di Fredholm si occupa dello studio di un'equazione differenziale del tipo:
{\displaystyle Lg(x)=f(x)}
dove {\displaystyle L} è un operatore differenziale lineare, {\displaystyle f} è una funzione data e {\displaystyle g} l'incognita. Ad esempio, {\displaystyle L} può essere l'operatore ellittico {\displaystyle d^{2}/dx^{2}}, ed in tal caso l'equazione diventa l'equazione di Poisson. 
Un metodo generale per la soluzione di queste equazioni è l'utilizzo di un'opportuna funzione di Green {\displaystyle K}, che è soluzione dell'equazione:
{\displaystyle LK(x,y)=\delta (x-y)}
dove {\displaystyle \delta (x)} è la delta di Dirac. La soluzione dell'equazione differenziale lineare è allora scritta in termini della funzione di Green attraverso l'equazione integrale di Fredholm:
{\displaystyle g(x)=\int _{a}^{b}K(x,y)f(y)\,dy}
Si tratta di un'equazione integrale che si incontra anche in diversi ambiti della fisica, e la funzione di Green {\displaystyle K(x,y)} è anche detta nucleo integrale. 
In un contesto più generale {\displaystyle x} e {\displaystyle y} sono visti come punti di una varietà, che nel caso più semplice è uno spazio euclideo, e si utilizzano spesso funzioni quadrato sommabili o appartenenti ad uno spazio di Sobolev. La natura dello spazio utilizzato è in moti casi determinata dalle soluzioni dell'equazione agli autovalori:
{\displaystyle L\psi _{n}(x)=\omega _{n}\psi _{n}(x)}
dove {\displaystyle \omega _{n}} sono gli autovalori e {\displaystyle \psi _{n}(x)} gli autovettori. Gli autovettori formano uno spazio di Banach, in cui si definisce in modo naturale un prodotto interno, sicché essi formano uno spazio di Hilbert completo:
{\displaystyle \delta (x-y)=\sum _{n}\psi _{n}^{*}(x)\psi _{n}(y)}
in cui si applica il teorema di rappresentazione di Riesz. Il nucleo integrale può essere allora scritto come:
{\displaystyle K(x,y)=\sum _{n}{\frac {\psi _{n}^{*}(x)\psi _{n}(y)}{\omega _{n}}}}
dove {\displaystyle \psi _{n}^{*}} è lo spazio duale a quello generato dai {\displaystyle \psi _{n}}. In una tale forma, {\displaystyle K(x,y)} è detto spesso  operatore di Fredholm o nucleo di Fredholm. Dal momento che gli autovalori {\displaystyle \omega _{n}} sono crescenti, gli autovalori di  {\displaystyle K(x,y)} decrescono a zero.

## Equazioni non omogenee
L'equazione integrale di Fredholm non omogenea ha la forma:
{\displaystyle f(x)=-\omega \phi (x)+\int K(x,y)\phi (y)\,dy}
e può essere riscritta come:
{\displaystyle f=(K-\omega )\phi }
la cui soluzione è:
{\displaystyle \phi ={\frac {1}{K-\omega }}f}
Una soluzione di questo tipo è tipica della teoria spettrale, in cui l'operatore risolvente è definito come:
{\displaystyle R(\omega )={\frac {1}{K-\omega I}}}
Considerando una collezione di autovalori e autovettori di {\displaystyle K} il risolvente può essere esplicitato nel seguente modo:
{\displaystyle R(\omega ;x,y)=\sum _{n}{\frac {\psi _{n}^{*}(y)\psi _{n}(x)}{\omega _{n}-\omega }}}
e la soluzione è:
{\displaystyle \phi (x)=\int R(\omega ;x,y)f(y)\,dy}
Una condizione necessaria e sufficiente per l'esistenza di tale soluzione è data da uno dei teoremi di Fredholm. Il risolvente può essere sviluppato in serie di potenze {\displaystyle \lambda =1/\omega } tramite la serie di Liouville-Neumann. In tal caso l'equazione integrale è scritta come:
{\displaystyle g(x)=\phi (x)-\lambda \int K(x,y)\phi (y)\,dy}
ed il risolvente assume la forma:
{\displaystyle R(\lambda )={\frac {1}{I-\lambda K}}}

## Determinante di Fredholm
Il determinante di Fredholm è definito come:
{\displaystyle \det(I-\lambda K)=\exp \left[-\sum _{n}{\frac {\lambda ^{n}}{n}}\operatorname {Tr} \,K^{n}\right]}
dove:
{\displaystyle \operatorname {Tr} \,K=\int K(x,x)\,dx}
e:
{\displaystyle \operatorname {Tr} \,\lambda ^{2}(K)=\iint K(x,y)K(y,x)\,dx\,dy}
e così via. La corrispondente funzione zeta di Riemann è:
{\displaystyle \zeta (s)={\frac {1}{\det(I-sK)}}}
che può essere vista come il determinante del risolvente.